# Тетрози
Тетрози — загальна родова хімічна назва класу чотиривуглецевих моносахаридів, тобто цукрів, загальною формулою яких є C4(H2O)4, або C4H8O4. Мають або альдегідну (-CH=O) функціональну групу в положенні 1 (альдотетрози), або кетонову (>C=O) групу в положенні 2 (кетотетрози).

D-Еритроза
D-Треоза
D-Еритрулоза

Альдотетрози мають два стереогенних центри (асиметричні атоми вуглецю), тому можливі 4 різні стереоізомери. Існує два стереоізомери, що зустрічаються в природі, енантіомери еритрози та треози, що мають D-конфігурацію, але не L-енантіомери. Кетотетрози мають один хіральний центр і, отже, два можливих стереоізомери: еритрулозу (L- і D-форми). Знову ж таки, лише D-енантіомер є природним.

## Див. Також
- Діози
- Тріози
- Пентози
- Гексози
- Гептози